# Zara Rutherford
Pour les articles homonymes, voir Rutherford.
Zara Rutherford, née le 5 juillet 2002 à Bruxelles, est une pilote belgo-britannique. 
Elle est la plus jeune femme pilote à voler en solitaire autour du monde et la première femme à réaliser un tour du monde dans un avion ultraléger (ULM). Son voyage débute à Courtrai en Belgique, le 18 août 2021, et s'achève le 20 janvier 2022 à son retour à la même ville de Courtrai.

## Biographie
Zara Rutherford est la fille du pilote professionnel britannique Sam Rutherford et de la pilote et avocate belge Beatrice De Smet, elle l'a accompagné plusieurs fois en étant jeune. Après avoir été à l'école à Rhode-Saint-Genèse jusqu'à ses quatorze ans, elle commence une formation de pilotage et obtient sa licence en 2020. Elle était scolarisée à la St. Swithun's School à Winchester,.
Elle habite à Rhode-Saint-Genèse.

## Vol en solitaire autour du monde
Lors d'une conférence de presse donnée à l'aérodrome de Popham le 26 juillet 2021, Zara Rutherford annonce sa volonté de mener en solitaire un tour du monde, à l'âge de 19 ans, pour tenter de battre le record du monde détenu depuis 2017 par Shaesta Waiz (en),,. Elle essaye également de battre deux autres records mondiaux : devenir la première femme à faire le tour du monde en ULM, et la première ressortissante belge à faire un tour du monde en solitaire dans un monomoteur,. 
Cette tentative de record vise aussi à sensibiliser l'écart de représentation des femmes dans des domaines tels que la science, la technologie, l'ingénierie et les mathématiques ainsi que l'aviation, et à inciter davantage de femmes à s'y impliquer,. 
Zara Rutherford est sponsorisée par ICDSoft, un service d'hébergement web, le groupe Virgin, la start-up belge Safesky, la société néerlandaise de recrutement TMC Group ainsi que d'autres partenaires. Zara Rutherford est également associée à des organisations caritatives telles Girls Who Code et Dreams Soar,,. 

## Étapes du tour du monde en avion ultraléger
C'est en Belgique que Zara Rutherford entame son tour du monde en quittant l'aéroport de Courtrai-Wevelgem le 18 août 2021, à bord d'un avion Shark UL, le plus léger du monde,,,,. Sa première escale a lieu à Popham, près de Winchester, où elle reste une heure avant de s'envoler pour Wick en Écosse, via Aberdeen,. Elle atterrit le lendemain à Reykjavik après cinq heures de vol. 
Par la suite, Zara Rutherford fait escale au Groenland, au Canada, sur la côte est des États-Unis, aux Bahamas, aux îles Turques-et-Caïques, dans les îles Vierges britanniques, en Colombie, au Panama, au Costa Rica, au Mexique, puis sur la côte ouest des États-Unis, et en Alaska. Après son arrivée à Nome en Alaska le 30 septembre 2021, elle doit attendre une semaine pour que son visa russe soit renouvelé, puis de mauvaises conditions climatiques l'obligent à attendre trois semaines avant de pouvoir traverser le détroit de Béring. Le 1er novembre 2021, elle atteint Anadyr, qui se situe au milieu de son périple. Elle rallie ensuite Magadan et le 9 novembre, elle fait escale à Aïan, où elle se trouve à nouveau bloquée à cause d'une tempête,. Elle  passe par Khabarovsk le 30 novembre et Vladivostok le 2 décembre. 
Après avoir quitté la Russie le 11 décembre, Zara Rutherford devait faire escale en Chine, mais en raison des restrictions liées à la crise du COVID-19, elle fait un détour par la mer du Japon et fait escale à Gimpo en Corée du Sud après des problèmes de contact avec les contrôleurs aériens,,. Le 13 décembre, elle fait escale à Muan avant de s'envoler pour Taipei où elle est accueillie par le personnel de l'aéroport,. Le 16 décembre, elle arrive à Clark aux Philippines, fait une deuxième escale à Dumaguete et s'envole le lendemain vers Kota Kinabalu en Malaisie, pour éviter le typhon Rai, qui se dirigeait vers le pays,. 
Elle fait ensuite escale à Ketapang et Jakarta en Indonésie, puis à Seletar à Singapour. Le 27 décembre, elle vole vers Banda Aceh, puis fait escale à Colombo au Sri Lanka et à Coimbatore en Inde,. Elle se trouve à  Bombay pour le changement d'année, puis passe par Al-Aïn aux Emirats arabes unis, à Riyad et Tabuk en Arabie saoudite où elle est accueillie par le prince saoudien et l'ancien pilote et astronaute Sultan ben Salmane Al Saoud. Après une escale à Alexandrie le 8 janvier, elle arrive à Héraklion en Crète pour une nouvelle escale. 
Après une escale à Sofia le 14 janvier, puis à Senica le 15 janvier, elle atterrit à Benesov le 16 janvier.
Le tour du monde de Zara Rutherford s'achève avec succès le 20 janvier 2022 à l'aéroport de Courtrai. Zara bat ainsi deux records du monde : celui de la plus jeune pilote à avoir fait le tour du monde ; et celui de la première femme à faire le tour du monde en avion ultraléger (ULM). Elle se distingue aussi comme la première ressortissante belge à faire le tour du monde en solitaire dans un avion monomoteur.